# Althaea chrysantha
Althaea chrysantha là một loài thực vật có hoa trong họ Cẩm quỳ. Loài này được Sam. mô tả khoa học đầu tiên năm 1935.